# Берки, Фериз
Фериз Бе́рки (венг. Berki Feriz; 31 декабря 1917, Котор, Королевство Далмация, Австро-Венгрия — 7 января 2006, Будапешт, Венгрия) — протопресвитер Русской православной церкви, настоятель Будапештского Успенского кафедрального собора. Переводчик богослужебных текстов на венгерский язык. Доктор богословия (1957).

## Биография
Родился 31 декабря 1917 года в городе Которе, в королевстве Далмация, в Австро-Венгрии, в православной семье: отец был венгерским офицером, мать — сербка.
По окончании гимназии поступил на богословский факультет Афинского университета, который окончил в 1940 году.
В феврале 1941 года зачислен в штат Министерства просвещения и культов Венгрии на должность референта по вопросам православия. Одновременно состоял ординарным профессором по кафедре греческого языка, патрологии и канонического права, а позднее — директором Православного («Греко-восточного») богословского института в Будапеште (с апреля 1942 по июнь 1944 года). С 1942 года начал публиковать статьи на богословские и церковно-исторические темы в светской и церковной печати.
В период немецкой оккупации Венгрии был арестован и в декабре 1944 года заключён в тюрьму города Шопрона. При наступлении советской армии был депортирован в Германию и интернирован. После капитуляции нацистской Германии был освобождён и в конце мая 1945 года вернулся в Будапешт.
После войны вошёл в каноническое ведение Московского патриархата. В течение двух лет изучал классическую филологию в Будапештском университете, с 1951 года преподавал там греческий язык.
В 1952 году благочинный администратор православных приходов в Венгрии протоиерей Иоанн Кополович поручил Феризу Берки издание новоучреждённого журнала Венгерского благочиния «Egyházi Króniká» («Церковная летопись»), а также ввёл его в состав испытательной комиссии для принимающих духовный сан. Берки оставался на этом служении более полувека, публикуя здесь свои труды и освещая церковную жизнь в Венгрии.
12 июля 1954 году в Преображенском храме Москвы был рукоположён в сан диакона митрополитом Крутицким и Коломенским Николаем (Ярушевичем). 18 июля в Троицком соборе Троице-Сергиевой лавры патриархом Московским и всея Руси Алексием I был рукоположён во пресвитера к Будапештскому Никольскому храму. 20 июля был возведён в сан протоиерея. 30 июля был назначен настоятелем Будапештского Успенского кафедрального собора и благочинным-администратором православных приходов в Венгрии.
19 декабря 1957 года учёным советом Православного богословского факультета в года Прешове (Словакия) по результатам успешной защиты диссертации на тему «Проблемы и деятельность Православной Церкви в Венгрии» удостоен степени доктора богословия (ThDr).
В ноябре 1959 года по приглашению митрополита Фессалоникийского Пантелеимона (Папагеоргиу) посетил Салоники, где принимал участие в торжествах в честь святителя Григория Паламы.
Активно участвовал в организации Православной церкви в Венгрии. Более сорока лет жизни отдал делу перевода богослужебных книг на венгерский язык. До того как он приступил к этой деятельности, на венгерском имелись лишь отдельные переводы литургических текстов, выполненные преимущественно униатами. Благодаря его трудам Православная церковь в Венгрии получила богослужебные книги в объёме, необходимом для совершения всех основных богослужений и священнодействий. Он выполнил переводы на венгерский чинопоследований православной литургии и других богослужений, книг Правил святых апостолов и Правил Вселенских соборов. Его трудами были изданы требник, служебник и молитвослов на венгерском языке. Занимался научно-богословской деятельностью, публикуясь в различных изданиях.
Принимал активное участие в межхристианских контактах. Участвовал в подготовке и проведении Поместных соборов 1971, 1988, 1990 годов. Представлял Венгерское благочиние в торжествах, проходивших в Москве и Троице-Сергиевой лавре в мае 1978 года и июне 1988 года.
28 декабря 1997 года в Успенском соборе города Будапешта архиепископом Берлинским и Германским Феофаном (Галинским) был возведён в сан протопресвитера по случаю 80-летия со дня рождения. Награждённому юбиляру были направлены приветствия от патриарха Алексия II и митрополита Смоленского и Калининградского Кирилла. В торжествах в Успенском соборе Будапешта принял участие секретарь ОВЦС МП по межправославным связям и загранучреждениям Русской православной церкви архимандрит Елисей (Ганаба).
С 2000 года, после преобразования Венгерского благочиния в Будапештскую епархию, оставался настоятелем кафедрального Успенского собора, благочинным венгерских приходов.
Последние годы его земной жизни были омрачены судебным процессом, инициированным Константинопольским патриархатом с целью отчуждения Будапештского Успенского собора. Напряжённо следил за ходом судебного процесса и с глубоким удовлетворением воспринял решение Верховного суда Венгрии, отклонившее иск Константинопольского патриархата.
Несмотря на почтенный возраст и болезни до последних дней, по возможности, приходил в храм на богослужение; свою последнюю проповедь он произнёс за 12 дней до кончины.
Скончался 7 января 2006 года в Будапеште, будучи старейшим клириком епархии.

## Публикации
статьи
- Мои впечатления // Журнал Московской Патриархии. 1954. — № 8. — С. 13-14.
- Magyarosodási tendenciák a hazai orthodox egyházban a XVIII. és XIX. század folyamán // Egyháztörténet 4. 1958. — S. 290—302
- Высокопреосвященному Митрополиту Николаю [по случаю 150-летия Свято-Никольского храма в г. Дьендьешь] // Журнал Московской Патриархии. 1959. — № 10. — С. 4.
- Святейшему Патриарху Алексию [по случаю 150-летия Свято-Никольского храма в г. Дьендьешь] // Журнал Московской Патриархии. 1959. — № 10. — С. 4.
- Десять лет в юрисдикции Московского Патриарха // Журнал Московской Патриархии. 1960. — № 2. — С. 44-46.
- Az orthodox egyház // Lelkipásztor 37. 1962. — S. 164—179, 222—238, 276—294.
- Возвращение главы св. ап. Андрея в Патры // Журнал Московской Патриархии. 1964. — № 11. — С. 38.
- «Эдьхази кроника» («Церковная летопись»), 1964 № 1-6 (орган Благочиния венгерских православных приходов в Венгрии) // Журнал Московской Патриархии. 1965. — № 4. — С. 77-79.
- На торжествах тысячелетия Афона // Журнал Московской Патриархии. 1965. — № 6. — С. 61-73; № 8. — С. 76-79; № 9. — С. 74-77; № 10. — С. 59-64.
- Праздничные богослужения в Будапеште // Журнал Московской Патриархии. 1965. — № 12. — С. 21-23.
- Архиерейские посещения православных приходов в Будапеште // Журнал Московской Патриархии. 1964. — № 5. — С. 14-15.
- Традиции византийского пения Православной Церкви Венгрии сегодня [доклад на Первом Международном конгрессе византийской и восточной богослужебной музыки (Гроттаферрата, Италия, 6-11 мая 1968 года)] // Журнал Московской Патриархии. 1968. — № 7. — С. 73-74.
- Первый Международный конгресс византийской и восточной богослужебной музыки (Гроттаферрата, Италия, 6-11 мая 1968 года) // Журнал Московской Патриархии. 1968. — № 7. — С. 72.
- Православная Церковь в Венгрии // Журнал Московской Патриархии. 1968. — № 9. С. 40-45; № 10. — С. 35-39; 1969. — № 4. — С. 53-56.
- Hymnologion (Венгерский православный сборник), тт. 1 и 2. Будапешт, 1969, 551 и 509 с. // Журнал Московской Патриархии. 1970. — № 7. — С. 75-78.
- Юбилей 1000-летия венгерского христианства // Журнал Московской Патриархии. 1971. — № 11. — С. 57-60.
- Незабываемый праздник у православных венгров // Журнал Московской Патриархии. 1972. — № 4. — С. 19-22.
- Памяти архиепископа Эгерского Пала Брезаноци // Журнал Московской Патриархии. 1972. — № 7. — С. 62.
- Памяти профессора Миклоша Палфи [некролог] // Журнал Московской Патриархии. 1973. — № 3. — С. 57.
- Liturgikon, II (Служебник, т. II). Издание Венгерского Православного благочиния. Будапешт, 1972, 290 с. // Журнал Московской Патриархии. 1973. — № 4. — С. 76-78.
- Межправославный богословский симпозиум в г. Салоники // Журнал Московской Патриархии. 1973. — № 6. — С. 44-47.
- Наш первый отпразднованный юбилей (25-летие Венгерского Православного Благочиния) // Журнал Московской Патриархии. 1975. — № 5. — С. 12-21.
- Архипастырское посещение венгерских православных христиан // Журнал Московской Патриархии. 1978. — № 4. — С. 10-11.
- Литургикон (Православный служебник) (на венг. яз.), т. I, изд. 2-е. Будапешт, 1980, 375 с. // Журнал Московской Патриархии. 1981. — № 2. — С. 79-80.
- Миссионерский дух Русской Православной Церкви // Тысячелетие крещения Руси: Материалы Международной церковной научной конференции «Богословие и духовность» (Москва, 11-18 мая 1987 г.). — М.: Московская Патриархия, 1989. — С. 272—275

книги
- Οργάνωσης της εν Ουγγαρία Ορθοδόξου Εκκλησίας. — Αθήναι, 1942
- A hazai orthodox keleti egyház időszerű problémái — Budapest, 1943.
- ῾Η Οὐγγαρία ῾Ορθόδοξος ῾Εκκλησία. — Θεσσαλονίκη, 1964;
- Újgörög társalgási zsebkönyv. — Bdpst., 1974, 1979, 2001;
- Az orthodox kereszténység: [Исслед. / Под ред. Ф. Берки]. — Budapest, 1975;
- Rapcsányi L. Áthosz: a Szent Hegy és lakói / Berki F. unkája. — Budapest, 1979;
- Magyarországi orthodox templomok, ikonosztázok: Válogatás / Szerkesztette: Beke G. L.; Lektorálta: F. Berki. — Budapest, [1989].
- A bizánci liturgikus szövegek magyar fordításának néhány kérdéséről. Acta Universitatis de Attila József Nominatae : Opuscula Byzantina. № 9. 1994. — pp. 109—115.